# Elecciones presidenciales de Benín de 1991
Las elecciones presidenciales se llevaron a cabo en Benín en marzo de 1991, con el objetivo de volver a la democracia tras casi dos décadas de gobierno comunista del Partido Revolucionario del Pueblo de Benín. Estas elecciones, las primeras presidenciales directas desde 1970, pusieron fin a la República Popular de Benín e iniciaron una era de estabilidad política e institucionalidad democrática que continúa hasta la actualidad, ya que no han vuelto a realizarse interrupciones al orden constitucional en el país africano desde entonces.
En la primera vuelta de las elecciones, celebrada el 10 de marzo de 1991, ninguno de los candidatos obtuvo mayoría absoluta, por lo que debió realizarse una segunda vuelta entre los dos candidatos más votados. El primero era Nicéphore Soglo, hasta entonces primer ministro de transición desde 1990, y el segundo era el Presidente incumbente desde 1972, el marxista Mathieu Kérékou. La segunda vuelta, celebrada el 24 de marzo, significó una decisiva victoria para la oposición democrática, y Soglo obtuvo el 67.5 % de los votos, contra el 32.5 % de Kérékou. La participación en la primera vuelta fue del 56.3 %, y la de la segunda fue del 64.1 %.
Soglo fue juramentado como Presidente de la República de Benín el 4 de abril de 1991.

## Resultados
| Candidato                          | Partido                                                                | Primera vuelta | Primera vuelta | Segunda vuelta | Segunda vuelta |
| Candidato                          | Partido                                                                | Votos          | %              | Votos          | %              |
| ---------------------------------- | ---------------------------------------------------------------------- | -------------- | -------------- | -------------- | -------------- |
| Nicéphore Soglo                    | Unión por el Triunfo de la Renovación Democrática                      | 419.787        | 36.2           | 881.215        | 67.5           |
| Mathieu Kérékou                    | Partido Revolucionario del Pueblo de Benín                             | 315.079        | 27.2           | 423.501        | 32.5           |
| Albert Tevoedjre                   | Nuestra Causa Común                                                    | 165.174        | 14.3           |                |                |
| Bruno Amoussou                     | Partido Socialdemócrata                                                | 66.053         | 5.7            |                |                |
| Adrien Houngbédji                  | Partido Renovación Democrática                                         | 53.187         | 4.6            |                |                |
| Moise Mensah                       | Independiente                                                          | 39.984         | 3.4            |                |                |
| Sévérin Adjovi                     | Agrupación de los Demócratas Liberales para la Reconstrucción Nacional | 30.710         | 2.7            |                |                |
| Bertin Borna                       | Independiente                                                          | 18.578         | 1.6            |                |                |
| Idelphonse Lemon                   | Independiente                                                          | 11.517         | 1.0            |                |                |
| Assani Fasassi                     | Independiente                                                          | 10.393         | 0.9            |                |                |
| Gatien Houngbédji                  | Unión Democrática para el Desarrollo Económico y Social                | 10.272         | 0.9            |                |                |
| Robert Dossou                      | Alianza por la Democracia Social                                       | 9.641          | 0.8            |                |                |
| Thomas Goudou                      | Constructores y Gerentes de Libertad y Desarrollo                      | 8.041          | 0.7            |                |                |
| Votos en blanco/anulados           | Votos en blanco/anulados                                               | 19.340         | –              | 10.417         | –              |
| Total                              | Total                                                                  | 1.177.666      | 100            | 1.315.123      | 100            |
| Votantes registrados/participación | Votantes registrados/participación                                     | 2.091.488      | 56.3           | 2.052.638      | 64.1           |
| Fuente: Nohlen et al.              |                                                                        |                |                |                |                |